# ألفيس باول
الفيس باول (بالإنجليزية: Alvas Powell)‏ (18 يوليو 1994 في جامايكا - ) هو لاعب كرة قدم جامايكي في مركز الدفاع. شارك مع منتخب جامايكا تحت 17 سنة لكرة القدم ومنتخب جامايكا تحت 20 سنة لكرة القدم ومنتخب جامايكا لكرة القدم. أما مع النوادي، فقد لعب مع نادي بورتمور يونايتد وبورتلاند تمبرز ونادي ساكارامينتو ريببلك.

## وصلات خارجية
- الفيس باول على موقع الاتحاد الدولي (مؤرشف)  (الإنجليزية)
- الفيس باول على موقع الدوري الأمريكي (الإنجليزية)
- الفيس باول على موقع قاعدة بيانات كرة القدم.إي يو (الإنجليزية)
- الفيس باول على موقع ناشيونال فوتبول تيمز (الإنجليزية)
- الفيس باول على موقع Soccerway.com (الإنجليزية)
- الفيس باول على موقع عالم كرة القدم.نت (الإنجليزية)
- الفيس باول على موقع AS.com (الإسبانية)